# Jacques Burg
Jacques Burg (auch Jacques Bourg;  10. September 1862 – 1939) war ein deutscher Theater-, Stummfilmschauspieler und Autor von Bühnenwerken.

## Leben
Burg, der Sohn eines Kaufmanns, begann nach Absolvierung des Gymnasiums eine Tätigkeit als Buchhändler. Nachdem er jedoch bei Karl Gustav Berndal dramatischen Unterricht genommen hatte, begann er seine Bühnenlaufbahn in Halle.
Er war dann in Stettin, St. Petersburg, Düsseldorf, am Residenztheater in Hannover, in Breslau (Lobe-Theater) und schließlich am Thaliatheater in Hamburg (1890 bis 1893) engagiert. Seit 1893 wirkte er am Deutschen Landestheater in Prag, von wo er 1895 ans Lessingtheater Berlin verpflichtet wurde, das er 1896 mit dem Residenztheater vertauschte, wo er bis mindestens 1902 wirkte. Seit 1904 war er als Regisseur und Darsteller an der Deutschen Volksbühne in Berlin tätig.
Im Anfang seiner Bühnentätigkeit vertrat er das Fach der jugendlichen Liebhaber, ging jedoch später auf Rat August Försters mehr auf das Gebiet des Konversationsstücks über, wo er sich in jugendlichen Bonvivantrollen betätigte.
1914 verfasste er mit Walter Turszinsky die Drehbücher zu den beiden Stummfilmen Die Firma heiratet und Der Stolz der Firma mit dem jungen Ernst Lubitsch, in erstgenanntem Film hatte er auch einen Auftritt.
Daneben verfasste er mehrere Bühnenstücke, die zu Aufführung gelangten sowie zwei belletristische Werke. Mit Walter Turszinsky schrieb er die Dramatische Groteske Gelbstern (1908), gemeinsam mit W. Thal das Lustspiel Die Eiskönigin (1908).
Sein Lebensweg nach 1914 ist unbekannt. Das Deutsche Biographische Archiv (DBA) nennt als Todesjahr 1939.

## Werke

### Bühnenstücke
- Auf Umwegen (Schwank)
- Chambre séparée (Schwank)
- Premierenfieber (Lustspiel)
- Die Friedensfee (Festspiel)
- Der Gedichtsteller (Schwank, Lustspiel)
- Götzendienst (Schauspiel)
- Die achte Todsünde (Schauspiel)
- Vermittler verboten (Lustspiel)
- Vorbestraft (Lustspiel)
- Künstlerblut (Lustspiel)
- Der grüne Karl (Volksstück)
- Die Nacht der Musik (Melodrama)
- Mirwanika (Oper)
- Sein Geheimnis (Lustspiel)
- Les Tourbillons (Melodrama)

### Romane
- In der Manege
- Koulissenstaub

## Filmografie
- 1914: Die Firma heiratet (Drehbuch, Darsteller)
- 1914: Der Stolz der Firma (Drehbuch)
- 1915: Teufelchen (Drehbuch)